# Élection présidentielle américaine de 1980 en Alabama
L'élection présidentielle américaine de 1980 en Alabama se déroule le mardi 4 novembre 1980. L'ancien gouverneur de Californie et candidat républicain à la présidence Ronald Reagan l'emporte d'une courte tête sur le président sortant Jimmy Carter. Le candidat tiers parti John Anderson ne remporte que 1,23 % des suffrages, ce qui constitue son plus mauvais score durant cette élection présidentielle.

## Résultats
| Inscrits                 | Inscrits                 | Inscrits                                   | 2 757 000 |             |  |  |
| Abstentions              | Abstentions              | Abstentions                                | 1 415 071 | 51,33 %     |  |  |
| Votants                  | Votants                  | Votants                                    | 1 341 929 | 48,67 %     |  |  |
|                          |                          |                                            |           |             |  |  |
| Bulletins enregistrés    | Bulletins enregistrés    | Bulletins enregistrés                      | 1 341 929 |             |  |  |
| Bulletins blancs ou nuls | Bulletins blancs ou nuls | Bulletins blancs ou nuls                   | 0         | 0 %         |  |  |
| Suffrages exprimés       | Suffrages exprimés       | Suffrages exprimés                         | 1 341 929 | 100 %       |  |  |
|                          |                          |                                            |           |             |  |  |
|                          | Candidat                 | Parti                                      | Suffrages | Pourcentage |  |  |
|                          | Ronald Reagan            | Parti républicain                          | 654 192   | 48,75 %     |  |  |
|                          | Jimmy Carter             | Parti démocrate                            | 636 730   | 47,45 %     |  |  |
|                          | John Anderson            | Sans étiquette                             | 16 481    | 1,23 %      |  |  |
|                          | John Rarick (en)         | American Independent Party                 | 15 010    | 1,12 %      |  |  |
|                          | Ed Clark (en)            | Parti libertarien                          | 13 318    | 0,99 %      |  |  |
|                          | Benjamin Bubar Jr. (en)  | Parti de la prohibition                    | 1 743     | 0,13 %      |  |  |
|                          | Gus Hall                 | Parti communiste des États-Unis d'Amérique | 1 629     | 0,12 %      |  |  |
|                          | Clifton DeBerry (en)     | Parti socialiste des travailleurs          | 1 303     | 0,1 %       |  |  |
|                          | David McReynolds         | Parti socialiste des États-Unis            | 1 006     | 0,07 %      |  |  |
|                          | Barry Commoner           | Parti des citoyens (en)                    | 517       | 0,04 %      |  |  |

## Analyse
C'est le quatrième plus petit écart de l'élection avec une marge de 1,3 pour cent et de 17 462 voix seulement. Jimmy Carter obtient un bon score en partie du fait de son statut de « sudiste ».
Le comté de Macon est celui dans lequel Jimmy Carter obtient le pourcentage le plus élevé de l'élection. John Anderson obtient son plus mauvais résultat dans cet État, et ses plus mauvais résultats de manière globale dans les anciens États confédérés,. En moyenne, seuls 3 % des électeurs du Sud ont voté pour lui,. Depuis cette élection, l'Alabama a toujours voté en faveur du candidat du Parti républicain et de nombreux comtés de l'État en changé (switched) de couleur depuis.